# Abigail Cromwell
Abigail Cromwell (22 de junio de 1977) es una deportista estadounidense que compitió en remo. Ganó dos medallas en el Campeonato Mundial de Remo, en los años 2001 y 2002, ambas en la prueba de cuatro scull ligero.

## Palmarés internacional
| Campeonato Mundial | Campeonato Mundial | Campeonato Mundial | Campeonato Mundial  |
| Año                | Lugar              | Medalla            | Prueba              |
| ------------------ | ------------------ | ------------------ | ------------------- |
| 2001               | Lucerna (Suiza)    | Medalla de plata   | Cuatro scull ligero |
| 2002               | Sevilla (España)   | Medalla de bronce  | Cuatro scull ligero |